# Marxistisk økonomi
Marxistisk økonomi eller den marxistiske økonomiske skole refererer til en retning inden for økonomisk teori, der bygger på den kritik af klassisk økonomi, der oprindelig blev fremført af Karl Marx og Friedrich Engels. Marxistisk økonomi refererer til adskillige forskelligartede tankegange, der somme tider er i modsætning til hinanden. I mange tilfælde anvendes marxistisk analyse til at komplementere eller supplere andre økonomiske tilgange.
Marxistisk økonomi adskiller sig, især inden for den akademiske verden, fra marxismen som politisk ideologi såvel som fra de normative aspekter i marxistisk tankegang, med det synspunkt at Marx' oprindelige tilgang til at forstå økonomi og den økonomiske udvikling er intellektuelt uafhængig af Marx' egen støtte til revolutionær socialisme.
Marxistisk økonomi er rubriceret som en ud af flere former for heterodoks økonomi i Journal of Economic Literature's officielle økonomiske klassifikation.

## Marx' teorier
Marx' teorier falder i to grupper: sociale eller samfundsmæssige teorier og økonomiske teorier.

## Marx' sociale teorier
De sociale teorier gik dels ud på, at der kunne skelnes mellem tre grundlæggende samfundsformer: slavesamfundet, feudalsamfundet og det kapitalistiske samfund, dels at for hver af disse fandtes der en opdeling af indbyggerne i to hovedgrupper: de der ejede samfundets produktionsmidler og derfor nød godt af disse, og de som var besiddelsesløse og derfor tvungne til at arbejde for at overleve. Marx mente, at der var indbygget et interessemodsætningsforhold mellem de to grupper, som ville udløse (og havde udløst) "klassekampe".

## Marx' økonomiske teorier
De økonomiske teorier var:
1. teorien om merværdi
2. teorien om kapitalens faldende profitrate.

### Teorien om merværdi
Som økonom tog Marx sit udgangspunkt i den "klassiske" nationaløkonomis, og navnlig David Ricardo’s, lære om arbejdets værdiskabende evne. Denne teori tilspidsede Marx derhen, at han opstillede arbejdet som den eneste værdikilde. Den på markedet udbudte vare repræsenterer en vis arbejdsmængde, det vil atter sige en vis arbejdstid. Til at producere tilstrækkeligt for sit livsophold ("eksistensminimum") anvender arbejderen imidlertid kun en del af arbejdstiden og får på grund af det stadige overskud af udbudt arbejdskraft ("den industrielle reservearmé") kun løn herfor; i resten af arbejdstiden producerer arbejderen profit til kapitalen, tilfører arbejdskøberen en i produktet stikkende værdiforøgelse ud over de virkelige produktionsomkostninger. Denne værdiforøgelse kaldte Marx "merværdi", og denne danner særkendet for den kapitalistiske produktion, der efter sit væsen intet andet er end en tilegnelse af underbetalt fremmed arbejdskraft, en "udbytning" af arbejderen.

### Teorien om kapitalens faldende profitrate
Marx opstillede følgende ligning
p' = m/c+v = m/v / c/v+1, hvor
p' er profitraten,
m er merværdien,
c er den konstante kapital incl. råstoffer,
v er den variable kapital (arbejdslønnen),
c/v udtrykker kapitalens organiske sammensætning, og
m/v udtrykker udbytningsraten.
Marx' tese gik ud på, at som følge af kapitalens voksende organiske sammensætning vil profitraten falde, hvilket fører til en krise, idet kapitalisten vil undlade at investere, når profitten bliver for lav. For at overvinde krisen lægges pres på arbejdslønnen (udbytningsraten), billiggørelse af den konstante kapitals bestanddele, herunder råstofforsyningen, erobring af nye markeder med mere. Marx mente, at sådanne tiltag kun kunne udskyde systemets totale sammenbrud.

## Årsagerne til kriser
Karl Marx betragtede kriseteorien som sin mest betydelige teoretiske præstation.Han præsenterer den i sin mest udviklede form med profitratens tendens til fald, som han kombinerer med en diskussion af forskellige modvirkende tendenser, der kan bremse eller ændre dens indflydelse på kapitalapparatet. Roman Rosdolsky observerede, at " Marx slutter af med at sige, at loven om profitratens tendens til at at falde, er 'i enhver henseende den vigtigste lov i den moderne politiske økonomi ... Det er fra et historisk synspunkt den vigtigste lov." Et centralt kendetegn ved disse teoretiske faktorer er, at ingen af dem er naturlige men i stedet opstået som systemiske elementer af kapitalismen som produktionsmåde og den heraf følgende grundlæggende sociale orden. Med Marx' ord, "Den reelle barriere for den kapitalistiske produktion er kapitalen selv". Marx påpeger de samme årsager til, at et fald i profitten samtidig er en forhøjelse af profitmassen: "Kort sagt udtrykker den samme udvikling af social produktivitet sig i løbet af den kapitalistiske udvikling på den ene side som en tendens til et gradvist fald i profitraten, og på den anden side i en gradvis forøgelse af den absolutte masse af den tilegnede merværdi eller profit, så selv hvis der er en relativ tilbagegang af variabel kapital og profit, er der samtidig en absolut stigning af begge dele."

## Historisk udvikling
Marx' kriseteori blev livligt diskuteret blandt ledende marxister i begyndelsen af det 20. århundrede. En relativt lille gruppe, der inkluderer Lenin og Rosa Luxemburg forsvarede den teoretisk, mens andre, med Eduard Bernstein og senere Rudolf Hilferding som væsentlige bidragydere, tvivlede på dens anvendelighed i praksis.
Henryk Grossman forsøgte i 1929 , at redde Marx 'teoretiske præsentation ..." han var den første marxist til systematisk at udforske tendensen til, at den organiske sammensætning af kapitalen vil stige og dermed få profitraten til at falde som et grundlæggende element i Marx ' forklaring af de økonomiske kriser i Kapitalen.' Tilsyneladende helt uafhængigt heraf var Samezō Kuruma ligeledes i 1929 medvirkende til at gøre opmærksom på den afgørende betydning, som Marx' skrifter tillagde forbindelsen mellem kriseteorien og teorien om imperialismen.
Efterkrigstidens lange periode med kapitalistisk vækst og ekspansion skabte vedvarende udfordringer til de marxister, der forsøgte at fastholde Marx' s teoretiske resultater og omdømme. Det blev blandt andet påpeget, at Marx undervurderede tendensen mod at indføre arbejdskraftbesparende kapital. Desuden tendensen til kapitalbesparende teknologi, hvor den nye kapital produceres billigere end den gamle, hvorved væksten i kapitalens organiske sammensætning svækkes. Endelig undervurderede han betydningen af nye varer for systemets fortsatte udviklingsmuligheder. Disse indvendinger er blevet imødegået af flere "nymarxister". En af disse påpegede, at " Marx's vigtigste bidrag til samfundsforskningen er, at han
- 1) førte alle den samfundsmæssige livsproces' fænomener tilbage til økonomien;
- 2) også opfattede økonomien samfundsmæssigt;
- 3) bestemte alle samfundsmæssige fænomener historisk, og det som en revolutionær udvikling..." [13]. Det er derfor fejlagtigt, at vurdere Marx' økonomiske teori statisk.[13]

Andrew Kliman har blandt andet bidraget med et filosofisk forsvar for den teoretiske konsistens i Marx 's analyser i et forsøg på at modgå de kritikpunkter, der blev anført imod vigtige aspekter af Marx' teori i halvfjerdserne.
Efter finanskrisen er der blevet fornyet interesse for Karl Marx' kriseteori i akademiske kredse.

## Indflydelse
Kriseteorien er central for Marx 'skrifter; den bidrager til at understøtte marxisters forståelse af et behov for systemiske ændringer. Det er kontroversielt; Roman Rosdolsky sagde: "Påstanden om, at Marx ikke foreslog en sammenbrudsteori, kan primært henføres til den revisionistiske fortolkning af Marx før og efter den Første Verdenskrig. Rosa Luxemburg, Henryk Grossman og Samezō Kuruma ydede uvurderlig teoretiske bidrag ved at insistere på sammenbrudsteorien, i modsætning til revisionisterne. 
Henryk Grossmans gengivelse af både den centrale betydning af den marxske teori og udarbejdelsen af dens elementer i en delvis matematisk form blev udgivet i 1929. Det centrale argument er påstanden om, at der inden for en given virksomhedscyklus akkumuleres et overskud fra år til år, hvor de ansatte arbejdere er nødt til at forøge kapitalens overskud, som materialiseres i stadigt større investeringer.
Paul Matticks Economic Crisis and Crisis Theory udgivet af Merlin Press i 1981 er en lettilgængelig introduktion og diskussion, hvor han blandt andet analyserer Grossmans værk.